# Ambarka
Ambarka – rodzaj naszyjnika zrobionego z paciorków, noszonego przez kobiety z grupy etnicznej Oromo, zamieszkującej południowo-zachodnią Etiopię i północną Kenię.
Ambarka składa się różnokolorowych koralików splecionych ze sobą ściśle. Ambarka może składać się z dwóch części zwisających po obu stronach szyi, lub z jednej, które układa się na piersi kobiety.
Największe znaczenie ma kolor i układ koralików tworzących ambarkę. Jeżeli kobieta jest bogata może zakupić paciorki w różnych odcieniach i tworzyć oryginalne kompozycje, dzięki czemu podkreśli swoją pozycję społeczną. Ambarkę tworzą dwa cienkie rzędy koralików połączone w dolnej części i tworzące zwisające korale. Górna część przylega do szyi, a odchodzące od niej sznurki paciorków zwisają na kobiecej piersi. Sznurki, które mają długość od 4 do 8 cm, są połączone ze sobą na końcu.
Żadna kobieta, nawet córka po śmierci matki, nie weźmie ambarki od innej. Tak jak inne elementy ubioru i ten musi być niepowtarzalny. Dla kobiety niezamężnej ambarka to najcenniejsza rzecz, jaką ma.